# Tomasz Jędrusik
Tomasz Jędrusik (né le 3 février 1969 à Szczecinek) est un athlète polonais, spécialiste du 400 m.
Son record personnel est de 45 s 27 obtenu en quart de finale, lors des Jeux olympiques de 1988.